# لبنانيون كولومبيون
لبنانيون كولومبيون هم مواطنون كولومبيون من جذور لبنانية. وصل اللبنانيون إلى كولومبيا منذ أواسط القرن التاسع عشربا هربا من الحوع والفقر. يسمى اللبنانيون باللغة الكولومبية بالـ«توركوس» نسبة لتركيا على أساس أن أول الواصلون أتوا من لبنان التي كانت تحت الحكم التركي العثماني. معظم المهاجرون كانوا من المسيحيين الأرثوذكس والموارنة. إلا أنهم تحولوا إلى الكاثوليكية في التشيلي. ويبلغ المتحدرون من أصل لبناني في كولومبيا 700,000-3,200,000.